# 奈良県道237号生駒停車場宝山寺線
奈良県道237号生駒停車場宝山寺線（ならけんどう237ごう いこまていしゃじょうほうざんじせん）は、奈良県生駒市を通る一般県道である。

## 概要
生駒市元町1丁目から生駒市門前町に至る。
近鉄生駒線・近鉄けいはんな線・近鉄奈良線 生駒駅南口から、近鉄生駒鋼索線 宝山寺駅前に至る。路線は概ね、近鉄生駒鋼索線に沿っている。

### 路線データ
- 起点：生駒市元町1丁目（近鉄生駒駅南交差点、奈良県道142号生駒停車場宛木線起点）
- 終点：生駒市門前町（信貴生駒スカイライン信貴山線起点）

## 地理

### 通過する自治体
- 奈良県
  - 生駒市

### 交差する道路
| 交差する道路                    | 交差する場所 | 交差する場所              |
| ------------------------------- | ------------ | ------------------------- |
| 奈良県道142号生駒停車場宛木線   | 元町1丁目    | 近鉄生駒駅南交差点 / 起点 |
| 信貴生駒スカイライン / 信貴山線 | 門前町       | 終点                      |

### 沿線
- 近鉄生駒線・近鉄けいはんな線・近鉄奈良線 生駒駅
- 近鉄生駒鋼索線
  - 鳥居前駅 - 宝山寺駅
- 宝山寺